# Limburgs Instituut voor Ontwikkeling en Financiering
Het Limburgs Instituut voor Ontwikkeling en Financiering of LIOF is een naamloze vennootschap opgericht in Maastricht. Aandeelhouders zijn de Staat der Nederlanden en de Provincie Limburg. Het is een regionale ontwikkelingsmaatschappij (ROM) actief in de provincie aangestuurd door het Ministerie van Economische Zaken.